# Meledonus californicus
Meledonus californicus là một loài ruồi trong họ Tachinidae.